# Estação Juventus-Mooca
A Estação Juventus–Mooca é uma estação ferroviária, pertencente à Linha 10–Turquesa da CPTM. Ela está localizada entre os distritos da Mooca, sendo parte da Zona Leste de São Paulo e do Cambuci, sendo parte da Zona Central de São Paulo.

## História

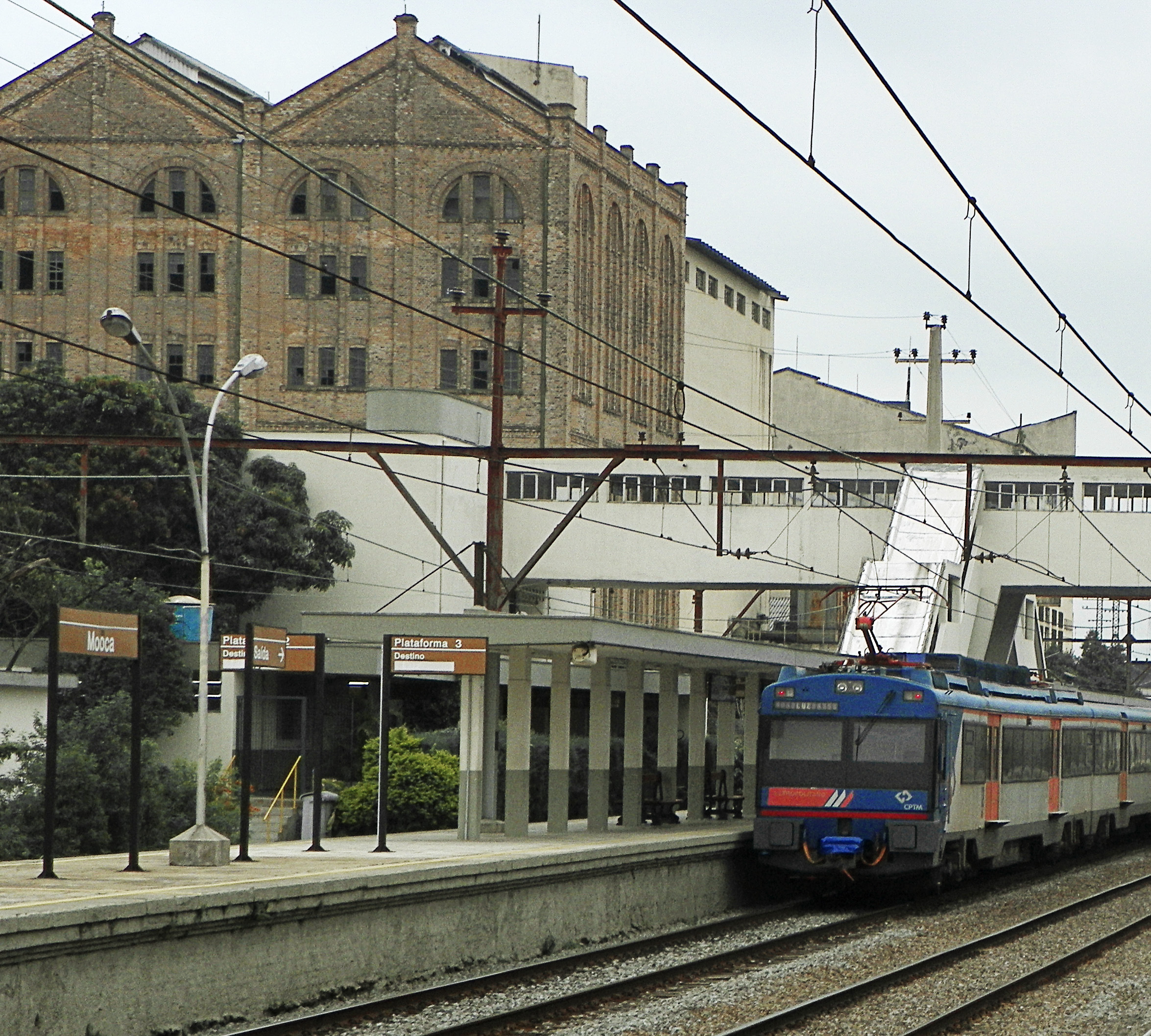
A Fábrica de Cerveja Bavária (atual Antarctica) deu origem a estação Moóca

Com a implantação da São Paulo Railway, em 1867, deu-se em suas margens a implantação de pequenos aglomerados urbanos residenciais e industriais, fomentando a criação de novas estações (além das originalmente previstas). Em 20 de outubro de 1892, foi implantada a Fábrica de Cerveja Bavária de Henrique Stupakoff & Cia., fundada pelo alemão Heinrich Stupakoff. Localizada às margens da ferrovia na Mooca, numa chácara pertencente ao engenheiro e topógrafo Daniel Fox, a Fábrica Bavária impulsionou um crescente tráfego de pessoas (funcionários da fábrica) e cargas naquela região. Assim, a São Paulo Railway implantou ao lado da fábrica a estação Mooca, aberta ao tráfego pela São Paulo Railway em 7 de setembro de 1898.
O movimento na Estação Mooca foi crescendo com a implantação de outras indústrias ao seu redor, a ponto de se tornar um dos principais entrepostos ferroviários de São Paulo. Durante a Revolta Paulista de 1924, o pátio da estação foi bombardeado, resultando em grandes danos às suas instalações. O crescimento das atividades fabris trouxe um número cada vez maior de passageiros e cargas, tornando a edificação da estação erguida em 1898 cada vez mais obsoleta. Após a estatização da ferrovia, em 1946, um lento projeto de modernização foi executado, por meio de financiamento estadunidense.
Um novo prédio foi erguido e aberto ao tráfego em 1960, constituindo-se nas atuais instalações da estação. Com a decadência da atividade fabril nos seus arredores e o aumento na frequência das enchentes que paralisavam a ferrovia na região, a Estação Mooca foi perdendo importância e passageiros. Desde 1 de junho de 1994, ela é administrada pela CPTM.
A falta de acessibilidade na edificação da estação, construída em 1960, é alvo de frequentes reclamações da comunidade local, pois por ser um estabelecimento público, deveria atender às necessidades de todos os cidadãos.

### Projetos
Em 11 de maio de 2005, o consórcio de empresas Maubertec/Herjack foi contratado pela CPTM por 845 974 reais (com aditivos, o valor final do contrato foi de 888 036,85 reais) para elaborar projetos de reconstrução das estações Mooca, Ipiranga, Utinga e Prefeito Saladino. Em 29 de março de 2008, os projetos foram entregues. A CPTM inscreveu-os no PAC, sendo contemplada na fase de pré-seleção. Com a crise econômica de 2014 no país, diversos financiamentos do PAC foram cancelados, incluindo o de reconstrução das estações.

## Toponímia
A estação foi batizada de Mooca em 1898, por atender ao bairro paulistano homônimo. Segundo o tupinólogo Eduardo de Almeida Navarro, a palavra Mooca originou-se do termo tupi antigo mũoka, que significa "casa de parente", por meio da junção dos termos mũ (parente) e oka (casa).
Em 2010, um pequeno grupo de moradores da Mooca reivindicou a mudança do nome da estação para Juventus–Moóca, em homenagem ao Clube Atlético Juventus, fundado no bairro em 1924 por imigrantes italianos. Em 26 de novembro de 2015, foi promulgada a Lei Estadual número 16 018, que renomeou a Estação Mooca para Juventus–Mooca. Segundo um estudo da CPTM na 22.ª Semana de Tecnologia Metroferroviária da Associação dos Engenheiros e Arquitetos de Metrô (AEAMESP), o custo de modificação do nome de uma estação de metrô ou de trem metropolitano intermediária como a Mooca é de cerca de 620 mil reais, razão por que a empresa ferroviária evita renomear suas estações, salvo por força de lei.

## Características
| Sigla | Estação        | Inauguração           | Integração               | Plataformas | Posição    | Notas                                               |
| ----- | -------------- | --------------------- | ------------------------ | ----------- | ---------- | --------------------------------------------------- |
| MOC   | Juventus–Mooca | 7 de setembro de 1898 | Bilhete Único da SPTrans | Laterais    | Superfície | Estação construída pela SPR Reconstruída pela RFFSA |

## Diagrama da estação
| 1 |

|  | ↑ a ↑ |

|  | ↕ b ↕ |

|  | ↓ c ↓ |

| 2 |

| 1 |

|  | ↑ a ↑ |

|  | ↕ b ↕ |

|  | ↓ c ↓ |

| 2 |

| 1 |

|  | ↑ a ↑ |

|  | ↕ b ↕ |

|  | ↓ c ↓ |

| 2 |

| 1 |

|  | ↑ a ↑ |

|  | ↕ b ↕ |

|  | ↓ c ↓ |

| 2 |